# Глясе

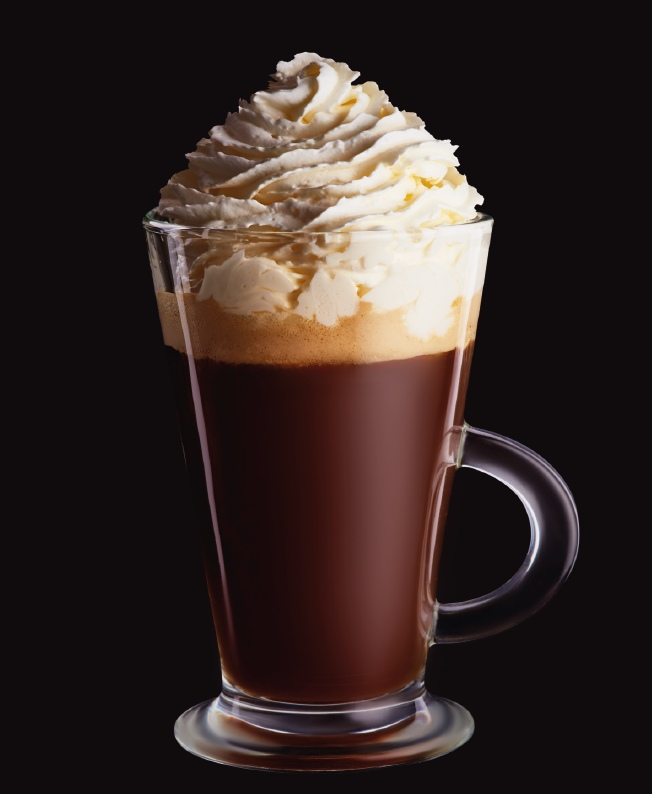

Глясе (від фр. glacé — крижаний, заморожений) — холодний напій на основі кави з додаванням морозива. Як посуд зазвичай використовують склянку або фужер.

## Історія
Невідомо, коли був винайдений рецепт глясе, однак заведено вважати, що його батьківщина – це Австрія.

## Правопис
В українській мові трапляються варіанти написання «глясе» / «ґлясе» або «гляссе» (а також «кава-глясе» або «кава гляссе»). Існує думка, що жоден з цих варіантів не є помилковим. Також іноді можна зустріти варіант «глісе» або з використанням літери ґ.

## Приготування
Спочатку кава вариться в турці або кавомашині, після чого напій потребує охолодження приблизно до 10 градусів Цельсія. Потім каву наливають у склянку об'ємом близько 300 мілілітрів і до нього додається морозиво (становить від загальної маси приблизно 25 %). Як додаткові складники можуть використовувати тертий шоколад, льодяникову крихту, кокосову стружку, мелену корицю, горіхи або порошок какао.